# Goniurosaurus catbaensis
Espèce
Statut de conservation UICN

 EN B1ab(ii,iii)+2ab(ii,iii) : En danger
Goniurosaurus catbaensis est une espèce de geckos de la famille des Eublepharidae.

## Répartition
Cette espèce est endémique de la province de Quảng Ninh au Viêt Nam.

## Étymologie
Son nom d'espèce, composé de catba et du suffixe latin -ensis, « qui vit dans, qui habite », lui a été donné en référence au lieu de sa découverte, l'île de Cat Ba dans la baie d'Along.

## Publication originale
- Ziegler, Truong, Schmitz, Stenke & Rösler, 2008 : A new species of Goniurosaurus from Cat Ba Island, Hai Phong, northern Vietnam (Squamata: Eublepharidae). Zootaxa, n. 1771, p. 16–30.